# 越峰成長中心
越峰成長中心（英文：CROSS Centre）是由東華三院主辦的濫用精神藥物者輔導中心（英文：Counselling Centre for Psychotropic Substance Abusers），於2002年10月投入服務，經費由社會福利署資助，專責於香港島及離島區，提供由禁毒預防工作至戒毒輔導及治療一站式服務。

## 服務
- 透過輔導及社區醫療服務，協助有吸食危害精神毒品者戒除吸毒行為；
- 為有吸食危害精神毒品者的家屬提供情緒支援及鼓勵積極參與協助患者復康；
- 協助為有吸食危害精神毒品危機人士，建立抗逆力及自信心，鞏固健康生活及遠離毒禍；
- 推行預防吸毒社區教育活動，協助青少年及社區人士認識及預防吸毒問題蔓延；
- 提供專業培訓課程，使青年工作者，教師及有需要人士能有效地處理吸毒行為問題，及早建立預防措施。

## 對象
- 高危或現正有吸食危害精神毒品人士及其家屬；
- 就讀中、小學之青少年；
- 青年工作者、教師、家長及關心吸食危害精神毒品問題的社區人士。

## 相關服務
- 提供斷癮和預防復吸輔導治療
- 提供家庭輔導、生活技能訓練、小組活動、義工服務等。
- 針對現時青少年吸毒趨勢及潮流，到區內小學和中學提供預防吸毒及促進健康生活活動，活動內容會按學校及學生的需要剪裁、協助青少年及社區人士及早辨識及預防吸食危害精神毒品。
- 為不同專業人士，包括青年工作者、醫護人員、教師及執法人員等，提供專業培訓課程，以提昇識別及處理吸食毒品問題技巧及知識，共同為青少年建設健康生活環境。
- 由專業社工外展到青少年經常流連或聚集的地點，主動接觸青少年，為他們提供預防吸毒教育及戒藥輔導服務。
- 越峰成長中心的專業社工在警務人員協助下，到香港島及離島區內青少年容易吸食危害精神毒品的處所，即場為在場的青少年進行即時毒品檢測及禁毒輔導。
- 越峰成長中心與保安局禁毒處合作，設立186186禁毒熱線，家長只要致電告知子女有吸毒跡象，越峰成長中心社工將與家長安排時間，為懷疑吸毒的子女提供即時快速的驗毒服務。
- 2008年越峰成長中心獲禁毒基金撥款180萬元，推出驗出新動力計劃，由專業醫護人員向吸毒青少年進行毒品測檢。

## 外部連結
- 東華三院越峰成長中心 （页面存档备份，存于）
- 東華三院 （页面存档备份，存于）